# Rąpice
Rąpice (deutsch Rampitz) ist ein Dorf in der Gmina Cybinka im Powiat Słubice in der Woiwodschaft Lebus in Polen. 2011 lebten dort 532 Einwohner. Bis 1945 gehörte der Ort zum Kreis Weststernberg in der brandenburgischen Neumark.

## Lage
Der Ort liegt am östlichen Ufer der Oder etwas nördlich der Neißemündung und etwa sechs Kilometer südöstlich von Eisenhüttenstadt, elf Kilometer südwestlich von Cybinka und 25 Kilometer nordwestlich von Krosno Odrzańskie.

## Geschichte
1448 wurde das Dorf Rampitz für den Johanniterorden von dessen Ordensmeister Nickel von Thierbach von Markgraf Johann erworben. Es wurde Sitz eines Amtes des Ordens, zu dem die Dörfer Kloppitz und Melschnitz gehörten.
1804 verlor der Johanniterorden den Besitz. In Rampitz wurde mindestens bis ins frühe 18. Jahrhundert auch Sorbisch gesprochen.
Seit 1945 gehört das Dorf zu Polen.

## Persönlichkeiten
- Johann Gottfried Ohnefalsch Richter (1703–1765), sorbischer Pfarrer, Heimatkundler und Historiker; Pfarrer in Rampitz 1734–1765
- Karl Hartmann (1869–1912), Pfarrer an der ev. Kirche[3]